# Southfork Ranch

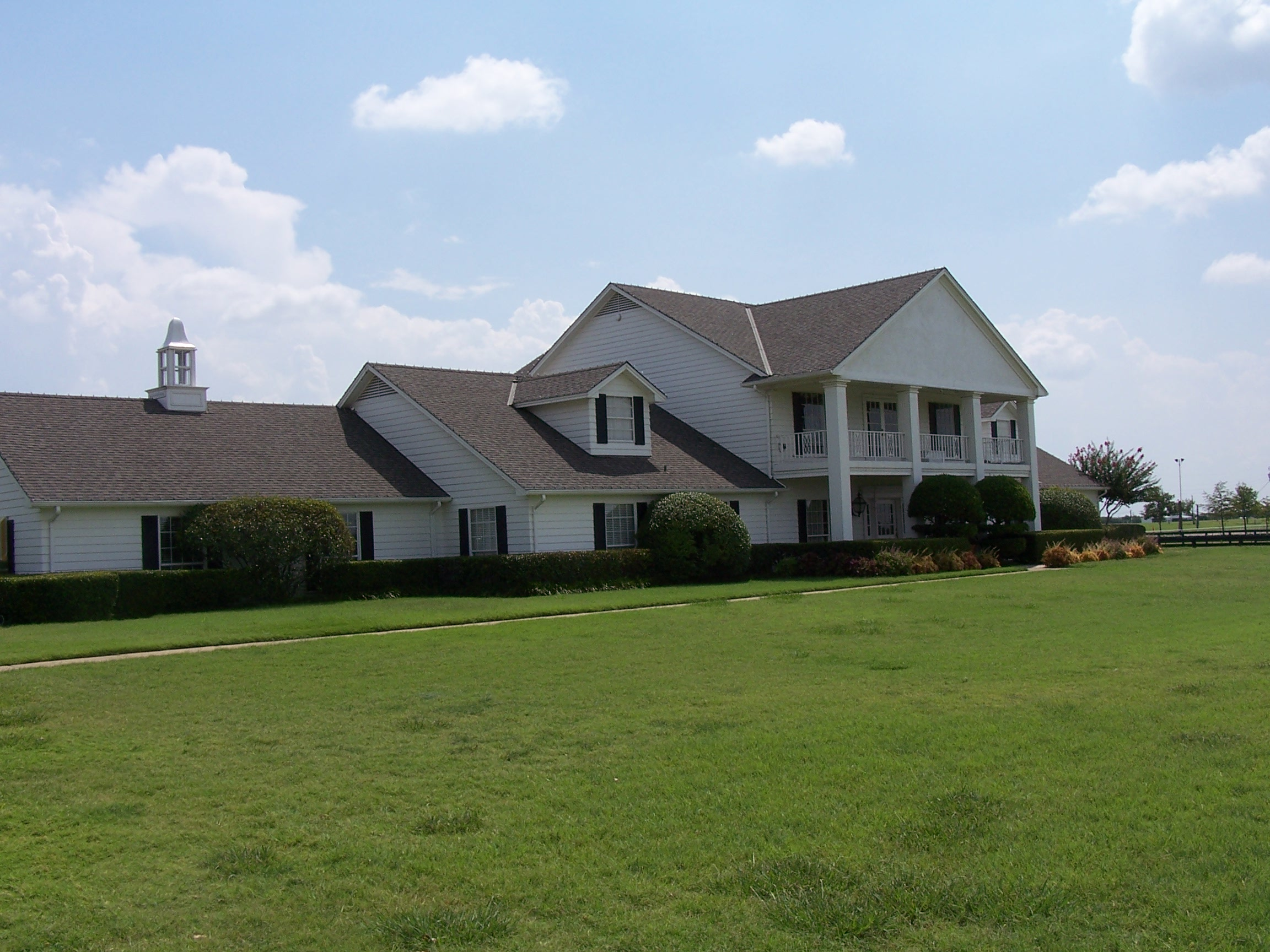
The Southfork Ranch, van de serie Dallas

De Southfork Ranch is een conferentie- en evenementencentrum nabij Plano, Texas. In 1978 werd de ranch wereldberoemd als locatie van de familie Ewing in de toptelevisieserie Dallas. Het adres van de ranch is 3700 Hogge (spreek uit "Hoag") Drive in Parker.

## Geschiedenis
Het huis werd gebouwd in 1970 door Joe Duncan en heette eerst Duncan Acres. Oorspronkelijk was de grootte 0,81 km².
De buitenopnames van Dallas op de ranch begonnen pas in het tweede seizoen (1978-1979) en bleven daar tot 1989 toen de volledige opnames in de Lorimar Studios in Californië plaatsvonden. In de reünie-films J.R. Returns (1996) en War of the Ewings (1998) werd opnieuw op de ranch gefilmd, alsook de televisiespecial Dallas Reunion: The Return to Southfork uit 2004. In War of the Ewings werd voor het eerst ook binnen in het huis gefilmd.
Momenteel is de ranch eigendom van Forever Resorts dat er een conferentie- en evenementencentrum van gemaakt heeft.